# Ненсі Пікард
Ненсі Пікард (англ. Nancy Pickard; нар. 19 вересня 1945, Канзас-Сіті, Міссурі, США) — американська письменниця детективного жанру, володарка численних престижних літературних премій. Її твори вибороли 5 премій Мекавіті, 4 премії Агати, 2 премії Ентоні та одну премію Шамус. Вона є єдиним автором, що виграла усі ці 4 премії. Також вона входила в ради директорів Товариства Американських письменників детективного жанру. Була президентом товариства «Sisters in Crime». Заснувала у цьому товаристві окреме відділення «Прикордонні злочини», для якого вона була першим президентом і де раз на місяць проводить «розбір книг».
|  | ...Я не хтось, хто прагне вийти перед парадом і очолити його. Але «Sister in Crime» — це організація, час якої має прийти, і я відчула, що не можу не брати в ній активну роль. |

Їй присуджено ступінь з журналістики в Університеті Міссурі в Колумбії, штат Міссурі. Вона почала писати твори, коли їй було 35 років.
Є співавтором, разом із психологом Лінн Лотт, науково-популярної книги про письменництво «Сім кроків на шляху письменника», про яку письменниця Сью Графтон сказала: «Я можу надати вам сім причин купити цю книгу. Вона свіжа, прониклива, відверта, смішна, підтримує, заохочує і мудра».
Вона часто є ведучою учасницею Великого Мангеттенського конклаву, з'їзду письменників і шанувальників детективного жанру в Мангеттені, штат Канзас.
«Пікард пише з багатою текстурою про сім'ї та стосунки, про ненависть, пожадливість і кохання, про вірність і зраду, а найбільше про роз'їдаючу силу таємниць». — The Boston Globe

## Нагороди й номінації
- 1986 рік — премія Ентоні в номінації «Найкраща книга в м'якій обкладинці» за роман «Say No to Murder[en]» (Скажи ні вбивству);
- 1987 рік — номінація «Найкращий роман» премії Ентоні за «No Body» (Без тіла);
- 1988 рік — номінація «Найкращий роман» премії Агати за «Dead Crazy» (Мертвий божевільний);
- 1988 рік — номінація «Найкращий роман» премії Ентоні за «Marriage is Murder» (Шлюб — це вбивство);
- 1988 рік — премія Мекавіті в номінації «Найкращий роман» за «Marriage is Murder» (Шлюб — це вбивство);
- 1989 рік — номінація «Найкраще оповідання» на премію Агати за «Afraid All The Time» (Боюся весь час);
- 1990 рік — номінація «Найкраще оповідання» на премію Едгара за «Afraid All The Time» (Боюся весь час);
- 1990 рік — номінація «Найкращий роман» на премію Агати за «Bum Steer» (Нікчема керує);
- 1990 рік — премія Мекавіті в номінації «Найкраще оповідання» за «Afraid All The Time» (Боюся весь час);
- 1991 рік — премія Агати в номінації «Найкращий роман» за «I.O.U.» (Я вам винен);
- 1991 рік — премія Шамус у номінації «Найкраще оповідання» за «Dust Devil» (Пиловий диявол);
- 1992 рік — премія Ентоні в номінації «Найкращий роман» за «I.O.U.» (Я вам винен);
- 1992 рік — номінація «Найкращий роман» на премію Едгара за «I.O.U.» (Я вам винен);
- 1992 рік — премія Мекавіті в номінації «Найкращий роман» за «I.O.U.» (Я вам винен);
- 1995 рік — номінація «Найкращий роман» на премію Агати за «Twilight» (Сутінки);
- 1999 рік — премія Агати в номінації «Найкраще оповідання» за «Out of Africa» (За межами Африки);
- 2000 рік — номінація «Найкращий роман» премії Агати за «The Whole Truth» (Уся правда);
- 2001 рік — номінація «Найкращий роман» премії Мекавіті за «The Whole Truth» (Уся правда);
- 2006 рік — премія Агати в номінації «Найкращий роман» за «The Virgin of Small Plains» (Діва малих рівнин);
- 2006 рік — номінація «Найкращий роман» премії Ентоні за «The Virgin of Small Plains» (Діва малих рівнин);
- 2006 рік — номінація «Найкращий роман» на премію Едгара за «The Virgin of Small Plains» (Діва малих рівнин);
- 2006 рік — премія Мекавіті в номінації «Найкраще оповідання» за «There Is No Crime on Easter Island» (На острові Пасхи немає злочинів);
- 2007 рік — премія Мекавіті в номінації «Найкращий роман» за «The Virgin of Small Plains» (Діва малих рівнин);
- 2008 рік — номінація «Найкраще оповідання» на премію Агати за «A Nice Old Guy» (Гарний старий хлопець);
- 2011 рік — номінація «Найкращий роман» премії Мекавіті за «The Scent of Rain and Lightning» (Запах дощу та блискавки).

## Твори

### Серія романів із Дженні Кейн
- Generous Death (Щедра смерть) (1984);
- Say No to Murder[en] (Скажи ні вбивству) (1985);
- No Body (Немає тіла) (1986);
- Marriage is Murder (Шлюб — це вбивство) (1987);
- Dead Crazy (Мертвий божевільний) (1988);
- Bum Steer (Нечесний керує) (1990);
- I.O.U. (Я вам винен) (1991);
- But I Wouldn't Want to Die There (Але я б не хотів там померти) (1993);
- Confession (Сповідь) (1994);
- Twilight (Сутінки) (1995).

### Серія романів з Еудженією Поттер
- The 27-Ingredient Chili Con Carne Murders (Вбивства через 27-й інгредієнт страви «Чилі кон карне») (1992); (розпочатий письменницею Вірджинією Річ, закінчений Ненсі Пікард)
- The Blue Corn Murders (Вбивства блакитної кукурудзи) (1998);
- The Secret Ingredient Murders (Вбивства за секретними інгредієнтами) (2001);

### Серія романів із Марі Лайтфут
- The Whole Truth (Уся правда) (2000);
- Ring of Truth (Перстень правди) (2001);
- The Truth Hurts (Правда болить) (2002).

### Несерійні романи
- Naked Came the Phoenix (Фенікс прийшов голим) (2001); (роман, написаний кількома авторами)
- The Virgin of Small Plains (Діва малих рівнин) (2006); (виборов премії Едгара, Агати, Мекавіті)
- The Scent of Rain and Lightning (Запах дощу та блискавки) (2010); (за романом знято однойменний фільм)

### Нехудожні твори
- Seven Steps on the Writer's Path (Сім кроків на шляху письменника) (разом із Лінн Лотт) (2003)